# Burg Gernsheim
Die Burg Gernsheim ist eine abgegangene Wasserburg beim Schöfferplatz im Westen der Stadt Gernsheim im heutigen Kreis Groß-Gerau in Hessen.

## Geschichte
Nachdem 1232 die Besitzungen des Klosters Lorsch dem Mainzer Erzstift zugefallen waren, wurde die Wasserburg wohl in der Folgezeit zur Sicherung des Territoriums erbaut und mit Burgmannen besetzt. 1276 wurde erstmals Rudolfus castellanus als Burgmann erwähnt. 1298 war die Burg Amtssitz.
1366 erwarb Frank VIII. von Cronberg den Pfandbesitz über eine Burghälfte und 1428 verkauft das Erzstift Mainz die Burg an Johann Kämmerer von Dalberg. 1460 verkaufte der Mainzer Erzbischof Diether von Isenburg mit Zustimmung des Domkapitels Stadt, Burg und Zoll Gernsheim mit allen dazugehörigen Rechten an die Grafen von Katzenelnbogen. Graf Philipp von Katzenelnbogen setzte seinen Amtmann in Gernsheim ein.
Nach weiteren Besitzerwechseln, der Mainzer Stiftsfehde und dem Dreißigjährigen Krieg wurde die Burg geschleift, 1689 durch französische Truppen endgültig zerstört und später die Ruine als Steinbruch zum Wiederaufbau der Stadt genutzt.